# Добрин (Болгарія)
Добри́н (болг. Добрин) — село в Добрицькій області Болгарії. Входить до складу общини Крушари.

## Населення
За даними перепису населення 2011 року у селі проживали 143 особи.
Національний склад населення села:
| Національність   | Кількість осіб | Відсоток |
| ---------------- | -------------- | -------- |
| болгари          | 119            | 91,5%    |
| цигани           | 10             | 7,7%     |
| інша             | 0              | 0%       |
| Всього відповіли | 130            |          |

Розподіл населення за віком у 2011 році:
Динаміка населення: